# Восточная Золотая Липа
Восточная Золотая Липа (укр. Східна Золота Липа) — река в Золочевском районе Львовской области и Тернопольском районе Тернопольской области, Украина. Левый приток Золотой Липы (бассейн Днестра).
Берёт начало на южных склонах Главного европейского водораздела, в восточной части гряды Гологоры, южнее села Вороняки. Течёт преимущественно на юг (только возле посёлка городского типа Поморяны — на восток и юго-восток). Впадает в Золотую Липу между сёлами Жуков и Гиновичи.
Длина реки 33 км, площадь бассейна 290 км². Долина в верховье V-образная, ниже — трапециевидная, глубиной до 120 м, шириной до 2,7 км. Пойма местами заболоченная, шириной до 400 м. Русло умеренно извилистое, шириной 4 м. Уклон реки 2,4 м/км. На реке сооружено несколько прудов.
Основные притоки (левые) Самец, Махновка, Зварыч.